# S-2M-103 (航空機)
S-2M-103
駐機中のS-2 (1940年撮影)
- 用途：爆撃機、偵察機、戦闘機
- 分類：試作爆撃機
- 設計者：ヴィクトール・フョードロヴィチ・ボルホヴィーティノフ
- 製造者：ヴィクトール・フョードロヴィチ・ボルホヴィーティノフ
- 運用者： ソビエト連邦空軍（予定）
- 初飛行：1940年1月29日（S-1）
- 生産数：2機
- 退役：1940年7月（開発中止）
- 運用状況：未就役
- 派生型：

  - ボルホヴィーティノフ I
  - ボルホヴィーティノフ D

S-2M-103（ Bolkhovitinov S-2M-103  / 露 : C-2M-103 エス・ドヴァーエム・ストートゥリー）は、ソ連のV・F・ボルホヴィーティノフが設計し試作した実験機。元は高速の軽爆撃機として試作されたが、様々な用途の型が計画された。しかし、第二次世界大戦に伴う運用機種生産に主眼が置かれたことにより計画は中止された。

## 概要
高速軽爆撃機と偵察機としてボルホヴィーティノフによって考案された。詳細設計は1937年に始まり、1938年7月に設計図がまとまった。試作1号機はS-1という名称となり、1939年に製造された。これは機体形状などのみを評価するために製造されたため、M-103を1基のみ搭載していた。武装はなく、固定式の橇が降着装置として取り付けられていた。初飛行は1940年1月29日に飛行した。初飛行時の最高速度は400 km / hを記録した。試作2号機のS-2はM-103を2機搭載し、機関銃1梃と爆弾を装備していた 。100 kg爆弾4発は操縦者と後部銃手の間にある爆弾倉に入れられたが、これは垂直に立てられており、また風防は操縦者などと一連のものとなっていた。降着装置は試験は1940年3月20日から始まり、1940年7月まで続けられた 。到達した最高速度は570 km / h（354 mph）でした。飛行機は、航行においては良好な操縦性をもっていたが、高翼面荷重のために離着陸は難しいものとなった。航続距離や速度は予測値より低い数値であったため、さらに改良することが決定された。しかし、S-2M-103は別の用途においてボルホヴィーティノフの新たな2案の開発を進めることとなった。
最初に計画されたのは、攻撃機として開発する案で、機体の後部に発砲率の高い2つのShKAS機関銃を装備することであった。もう1つの案は邀撃戦闘機案で、ある角度まで上向きへの発砲が可能な37 mmの無反動ライフルを装備し、複座にするというものであった 。

## 設計
高速で優れた空気力学を実現するために、2つのM-103エンジンが機体の機首に直列に搭載され、3翅プロペラが2つ重なった二重反転プロペラを駆動する。デザインはかなり変わった外観で、機首部が長く取られ操縦席はが後方に位置し、双垂直尾翼に向かって細長い胴体となっている。翼はテーパー翼形状だが、のちに面積が拡大された。後部エンジンは前部エンジンのどちらかの側を通過する2つの高速シャフトに連動し、後側のプロペラギアボックスを駆動し、前部エンジンは後部プロペラギアボックスの中央を通るシャフトを介して前部プロペラを駆動する。
翼は表面に軽い応力合金が主に使用され、内部にある2つの桁に上部と下部で同じ高さのリベットで留められた。。胴体は4つの縦通材に、成形済みの上部、下部および側面部を取り付けた構造である。この作りは比較的シンプルであるが頑丈な構造であった。合計29の電気アクチュエータがファウラーフラップを駆動した。降着装置はアメリカのP-40やF6Fのように後方に引き込む際90度回転するタイプのものである。

## 名称
「S-2M-103」という名称はソ連赤色空軍によるもので、一般的には「S」または「ボルホヴィーティノフ S」と呼ばれる。また、開発を経ていく時点で以下のような名称も用いられた。
- BBS / ББС（ближний бомбардировщик скоростной、短距離高速爆撃機）
- BB / ББ（бомбардировщик Болховитинова、ボルホヴィーティノフ爆撃機）
- LB-S / ЛБ-С（легкий бомбардировщик – спарка、軽爆撃機"スパールカ"）
- SSS / CCC（сверхскоростной самолет、超高速航空機）

これらはM-103エンジンが直列に搭載されていることによる「Sparka」（スパールカ、2つの意）からくるものとされるが、スパルタクス（Spartak）、スピード（Skorost）、スターリン（Stalin）などの頭文字という説があり、当時の開発陣などによる名称は決まったものではない。

## 各型
ボルホヴィーティノフ S
先述した試作爆撃機。他任務の案も出たが、2機の製造で開発が中止された。
ボルホヴィーティノフ I
アレクセーイ・ミハーイロヴィチ・イサーェフが主任設計者として設計した、Sを小型化した試作戦闘機兼急降下爆撃機。試作機にはM-103またはM-105エンジンが、量産機には直列配置で2基のM-107エンジンが搭載される予定であった。また、マグネシウム合金構造、インテグラル燃料タンク、前輪式降着装置、カタパルト発射用設備といった新機軸が取り入れられることになっていた。機体が製造される前に開発中止。
ボルホヴィーティノフ D
突き出たゴンドラがあり、紡錘状胴体に2基エンジンを直列に配置した重爆撃機案。翼面積は140 m²、最大離陸重量は28,000 kg（61,729 lb）。旅客機案も計画されたが、独ソ戦（大祖国戦争）の開始に伴って計画は中止となった。